# Пещера Альтамира и наскальное искусство периода палеолита на севере Испании
Пещера Альтамира и наскальное искусство периода палеолита на севере Испании (Cueva de Altamira y Arte Rupestre Paleolítico de la Cornisa Cantábrica) — это название, под которым объединены 18 пещер, расположенных в различных регионах на севере Испании, которые представляют собой пример расцвета пещерного искусства эпохи палеолита, развившегося в Европе между 35 000 и 11 000 годами до н. э.
Главной из этих пещер является пещера Альтамира, расположенная на территории муниципалитета Сантильяна-дель-Мар в Кантабрии. Рисунки на её стенах отражают один из важнейших живописных и художественных циклов первобытного искусства. Большинство изображений относятся к мадленской и солютрейской культурам, в пределах верхнего палеолита. Его художественный стиль представляет собой так называемую франко-кантабрийскую школу, характеризующуюся реализмом представленных фигур. В 1985 году пещера Альтамира была объявлена объектом Всемирного наследия.
В 2008 году этот объект всемирного наследия был расширен. В него добавили ещё 17 пещер, расположенных также на побережье Кантабрии на севере Испании, которые представляют собой выдающиеся образцы пещерного искусства эпохи палеолита. Пещеры распределены по трем различным автономным сообществам: 10 из них находятся в Кантабрии, 5 — в Астурии и 3 — в Стране Басков.
Эти 18 пещер являются частью более крупного комплекса, обычно называемого «Пещерным искусством эпохи палеолита на севере Испании», хотя до сих пор только они включены в список ЮНЕСКО.

## Пещеры
Восемнадцать пещер, внесенных в список Всемирного наследия:
| Код     | Название                   | Местоположение                    | Год  | Координаты            | Охраняемая зона [Га] | Изображение |
| ------- | -------------------------- | --------------------------------- | ---- | --------------------- | -------------------- | ----------- |
| 310-001 | Альтамира                  | Сантильяна-дель-Мар, Кантабрия    | 1985 | 43°22′57″N 04°07′13″O | 16                   |             |
| 310-002 | Пещера Ла-Пенья-де-Кандамо | Кандамо, Астурия                  | 2008 | 43°27′21″N 6°4′21″O   | 99,97                |             |
| 310-003 | Пещера Тито Бустильо       | Рибадеселья, Астурия              | 2008 | 43°27′39″N 5°4′4″O    | 243,38               |             |
| 310-004 | Пещера Ковасьелья          | Кабралес, Астурия                 | 2008 | 43°19′5″N 4°52′30″O   | 11,336               |             |
| 310-005 | Пещера Льонин              | Пеньямельера-Альта, Астурия       | 2008 | 43°19′50″N 4°38′43″O  | 17,37                |             |
| 310-006 | Пещера Пиндаль             | Рибадедева, Астурия               | 2008 | 43°23′51″N 4°31′58″O  | 69,37                |             |
| 310-007 | Пещера Чуфин               | Рионанса, Кантабрия               | 2008 | 43°17′26″N 4°27′29″O  | 16,65                |             |
| 310-008 | Пещера Орнос-де-ла-Пенья   | Сан-Фелисес-де-Буэльна, Кантабрия | 2008 | 43°15′40″N 4°1′47″O   | 25,05                |             |
| 310-009 | Пещера Эль-Кастильо        | Пуэнте-Вьесго, Кантабрия          | 2008 | 43°17′28″N 3°57′51″O  | 68,93                |             |
| 310-010 | Пещера Лас-Монедас         | Пуэнте-Вьесго, Кантабрия          | 2008 | 43°17′28″N 3°57′51″O  | 68,93                |             |
| 310-011 | Пещера Ла-Пасьега          | Пуэнте-Вьесго, Кантабрия          | 2008 | 43°17′28″N 3°57′51″O  | 68,93                |             |
| 310-012 | Пещера Лас-Чименеас        | Пуэнте-Вьесго, Кантабрия          | 2008 | 43°17′28″N 3°57′51″O  | 68,93                |             |
| 310-013 | Пещера Эль-Пендо           | Камарго, Кантабрия                | 2008 | 43°23′17″N 3°54′44″O  | 63,79                |             |
| 310-014 | Комплекс Ла-Гарма          | Рибамонтан-аль-Монте, Кантабрия   | 2008 | 43°25′50″N 3°39′57″O  | 100,07               |             |
| 310-015 | Пещера Коваланас           | Рамалес-де-ла-Виктория, Кантабрия | 2008 | 43°14′44″N 3°27′08″O  | 1374,4               |             |
| 310-016 | Пещера Сантимаминье        | Кортесуби, Бискайя                | 2008 | 43°20′47″N 2°38′12″O  | 98,8                 |             |
| 310-017 | Пещера Экаин               | Дева, Гипускоа                    | 2008 | 43°14′09″N 02°16′31″O | 14,59                |             |
| 310-018 | Пещера Альчерри            | Айя, Гипускоа                     | 2008 | 43°16′7″N 02°08′02″O  | 15                   |             |